# Cryptoloba aerata
Cryptoloba aerata là một loài bướm đêm trong họ Geometridae.